# 狄方民
狄方民（葡萄牙語：Francisco de Oliveira Dias，澳葡官定譯名為狄方民；1930年2月17日—2019年1月14日），葡萄牙醫生、政治人物，社會民主中心黨創黨領袖。
狄方民於1975年當選制憲會議代表，1976年當選共和國議會議員，任職直至1983年。其中，他於1981年10月22日至1982年11月2日期間擔任共和國議會議長。
1982年修憲後，狄方民任國務委員會成員。

## 外部連結
- Resenha biográfica de Francisco de Oliveira Dias （页面存档备份，存于） na Assembleia de República (com retrato oficial)